# Kirk Bryde
Kirk Bryde, född 7 september 1949, är en friidrottare från Kanada. Han deltog vid olympiska sommarspelen 1972.